# Openbare Scholengemeenschap Het Erasmus
Het Erasmus is een Nederlandse openbare scholengemeenschap voor het voortgezet onderwijs, gevestigd in de Overijsselse gemeente Almelo. Voordat deze naam werd aangenomen, heette de instelling 'Erasmus Lyceum' en daarvoor 'Rijks Scholen Gemeenschap Erasmus' (R.S.G. Erasmus).  De school is vernoemd naar de Nederlandse filosoof Desiderius Erasmus.

## Geschiedenis
De school werd in 1874 opgericht als gemeentelijke Hogereburgerschool (hbs) en was de opvolger van de Latijnse school in Almelo. De hbs was oorspronkelijk gevestigd aan de Hofstraat. Later bouwde men op die plek het Theaterhotel. Vijftig jaar later, toen was de school een Rijks HBS, werd besloten tot nieuwbouw aan de nog lege Sluiskade Noordzijde (68). Architect Gerrit Westervoort ontwierp een statig gebouw met allure geïnspireerd door het vroege werk van Frank Lloyd Wright, de Amsterdamse School en het Nieuwe Bouwen. Het nieuwe schoolgebouw werd in 1926 in gebruik genomen. 
In juli ‘44 werd Dr. C.K. Zuur tot directeur benoemd. Hij zorgde na de oorlog voor groei van de school. Eerst door uitbreiding met een Gemeentelijk Gymnasium en vervolgens door toevoeging van een gemeentelijke Middelbare Meisjesschool. Vanaf dat moment was Dhr. Zuur rector en Het Erasmus was een Lyceum.
Op 1 augustus 1994, bij de gemeentelijke fusie, kwamen de A.T.S. (Algemeen Technische School), de gemeentelijke Mavo en de Hofkampschool (oude meisjesvakschool) ook onder de paraplu van de Rijks Scholen Gemeenschap (R.S.G.) Erasmus. Begin 1997 werd de nieuwbouw op de Sluiskade Noordzijde 126a, betrokken door toen nog de mavo, nu het vmbo. 
In augustus 2006 kwam 't Heetveld, school voor Speciaal Voortgezet Onderwijs, de gelederen versterken. In november 2009 kreeg dit praktijkonderwijs een prachtig nieuw onderkomen aan de Horstlaan 1 in Almelo. 
Sinds 2016 heeft de isk (internationale schakelklas) een eigen onderkomen aan de César Franckstraat 1 in Almelo.

## Locaties
De niveaus waarop wordt lesgegeven, zijn praktijkonderwijs, vmbo, mavo, havo en vwo.
De school heeft zes locaties, alle zes in Almelo:
- Locatie mavo/havo/vwo met dependances Kanaalschool Zuid en Kanaalschool Noord
- Locatie praktijkonderwijs
- Locatie internationale schakelklas
- Locatie centraal bureau

### Verbouwing mavo/havo/vwo
De mavo/havo/vwo-locatie werd in verschillende periodes verbouwd. De eerste keer in de periode 1963-1967, daarna in de periode 2000-2002 en vervolgens in de periode 2014-2016. 
Veranderingen laatste grote verbouwing:
- De oude mediatheek werd vervangen door een nieuw Studium, met daaronder twee nieuwe gymlokalen.
- De lokalen van beeldende vorming maakten plaats voor nieuwe natuur- en scheikundelokalen.
- Het oude technieklokaal maakte plaats voor een nieuw technieklokaal, met daaraan vast een nieuw Technasium-lokaal. In 2020 is er een tweede Technasiumlokaal gerealiseerd.
- De oude gymzaal werd omgevormd tot een nieuw onderkomen voor beeldende vorming en drama.
- De oude kleedkamers van de oude gymzaal werden omgevormd tot een muzieklokaal met meerdere studio's.

## Bekende oud-leerlingen
- Bert Bakker (1958), oud-politicus (D66)[1]
- Daphne Bunskoek (1973), tv-presentatrice
- Tom Egbers (1957), sportjournalist en tv-presentator
- Matijn Nijhuis (1974), journalist en nieuwslezer
- Emma Wortelboer (1996), tv-presentatrice